# Sven Rydén
Sven Erik Sture Rydén, född 16 mars 1925 i Bollnäs, död 16 mars 2018 i Solna, var en svensk målare och tidningstecknare.  
Sven Rydén föddes och växte upp i Bollnäs och utbildades vid Beckmans reklamskola i Stockholm 1946-48. 1951 knöts han till Svenska Dagbladet som frilanstecknare för att 1958 få fast anställning där. Under sina 40 år på Svenska Dagbladet blev Sven Rydén en av tidningens mest välkända medarbetare, som porträttör, tecknare och i de egna texter han emellanåt skrev på Marginalsidan. Vid sidan av detta verkade Sven Rydén som fri konstnär, med åren i allt mera ökande utsträckning. Hans främsta uttrycksmedel är akvarellen som han behandlar med en intensiv, ibland flammande kolorit. Motiven är främst hämtade från Öresund. En annan motivkrets är hämtad från replipunkten utanför Edsbyn. . 
På Waldemarsudde visades hans teckningar 1979, och under 1990-talet har bland annat konsthallarna i Örnsköldsvik och Skellefteå visat hans verk. Nämnas kan också utställningen i Laholms teckningsmuseum 2003 och Bollnäs kulturpris 2006 samt Solnas kulturpris 1968.
Han är representerad i Nationalmuseum, Statens porträttsamling på Gripsholm, H M Konungens samlingar, Bollnäs museum, Östergötlands länsmuseum i Linköping, Hälsinglands museum i Hudiksvall, Tessininstitutet i Paris, Helsingborgs museum och Solna stads samlingar. Tillsammans med Bo Grandien gav han 1996 ut boken Näsan först. Den innehåller ett stort urval av hans teckningar, och titeln syftar på att han alltid börjar med näsan då han skall göra ett porträtt.

## Sven Rydénfonden
Sven Rydénfonden för tidningstecknare instiftades 1990. Avsikten var att stimulera intresset för tidningsteckningen som genre och konstart, både hos utövarna och arbetsgivarna. 
Fonden grundades efter en insamling bland Sven Rydéns många vänner och bekanta. Initiativtagare var ädelsmeden och professorn Sigurd Persson, och Sven Rydéns hustru, biträdande rektorn Aina Rydén. På grund av Svens anknytning till Hälsingland blev fondens första ordförande kommunalrådet Gunnar Sigfridsson, Edsbyn, och dess skattmästare bankdirektör Sivert Wästberg. Till sekreterare valdes professor Gideon Gerhardsson. År 2004 utsågs journalisten Ulf Wickbom till ny ordförande och till sekreterare konstvetaren professor emeritus Bo Grandien. Juryn utgörs av styrelsen, som självständigt, utan föregående ansökan, väljer pristagarna. Prissumman har legat på 25 000 kr. 
Följande pristagare har utsetts:
- Hasse Erikson, Dagens Nyheter, 1992.
- Stina Eidem, Dagens Nyheter, 1996.
- Hans Gauffin, frilans, 1999.
- Molly Bartling, frilans, Dagens Nyheter, 2003.
- Lennart Karlsson, Bohusläningen, 2005.
- Magnus Bard, Dagens Nyheter, 2007.
- Ulf Sveningson, Göteborgs Posten, 2008.
- Stina Wirsén, frilans, Dagens Nyheter, 2009.
- Dennis Eriksson, frilans, 2010
- Håkan Ljung, Dagens Nyheter, 2011.
- Emma Adbåge, frilans, 2011